# アーサー王の円卓

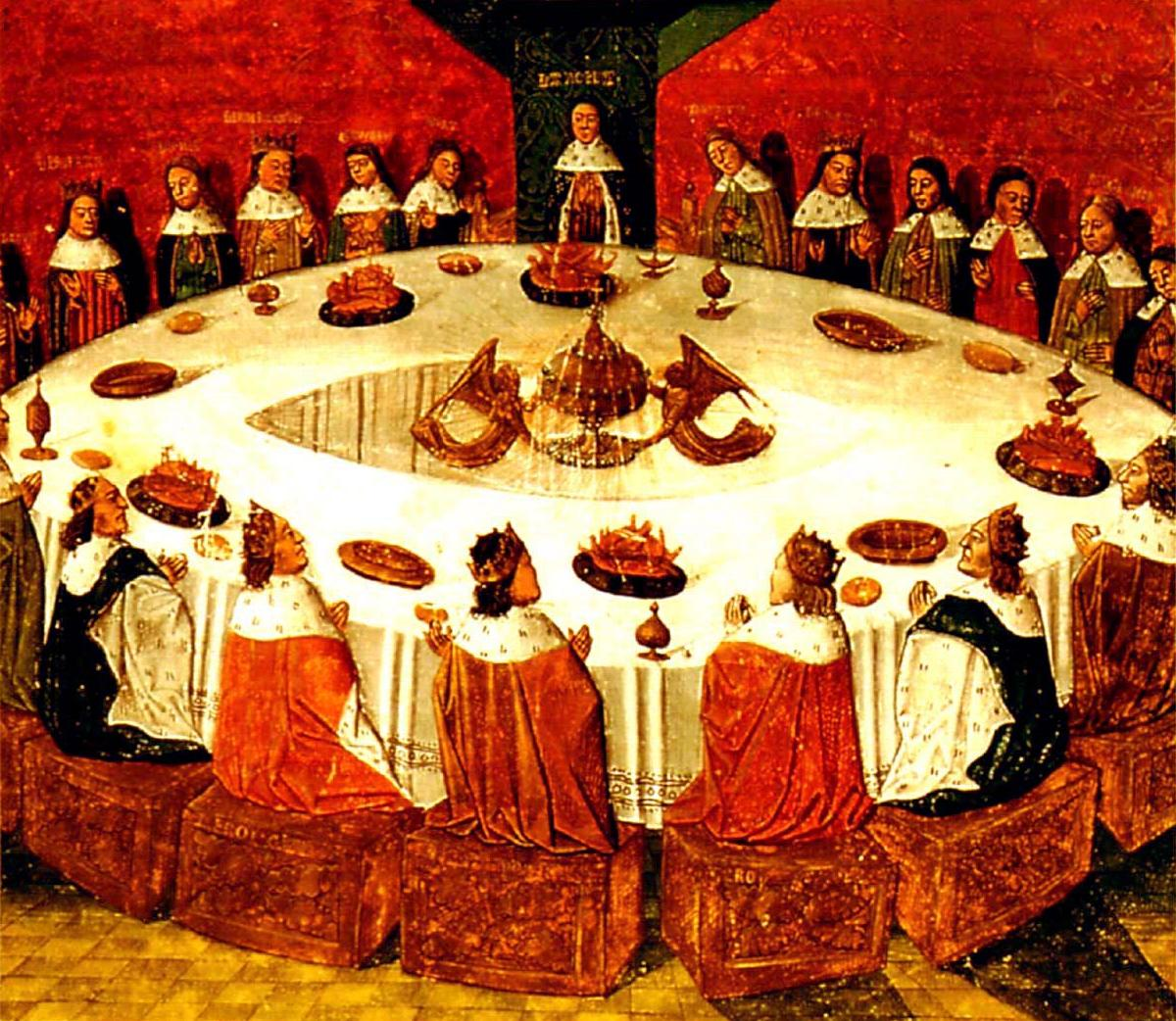
『ランスロ＝聖杯サイクル』の挿絵にあるアーサー王の円卓と円卓の騎士たち（Évrard d'Espinques画）

『アーサー王伝説』、特にイギリスの『ブルターニュもの』に登場するアーサー王の円卓（英語: the Round Table）は、アーサー王が敵味方の立場や身分とは関係ない集まりの場として使った円形のテーブルを指す。上座・下座がないことから円卓を用いたもので、またその故事から、様々な立場の人たちが平等な立場で意見を言えるようにする「円卓会議」を意味することにもなった。

## 起源
アーサー王の円卓は、1155年にウァースがそれ以前の資料に基づいて、アーサー王の冒険についての『ブリュ物語』で初めて言及している。円卓のシンボリズム「円卓会議」は徐々に形成されて、12世紀末には『アーサー王物語」の円卓の騎士に関連した騎士団に広く行き渡るようになった。

## ウィンチェスターの円卓

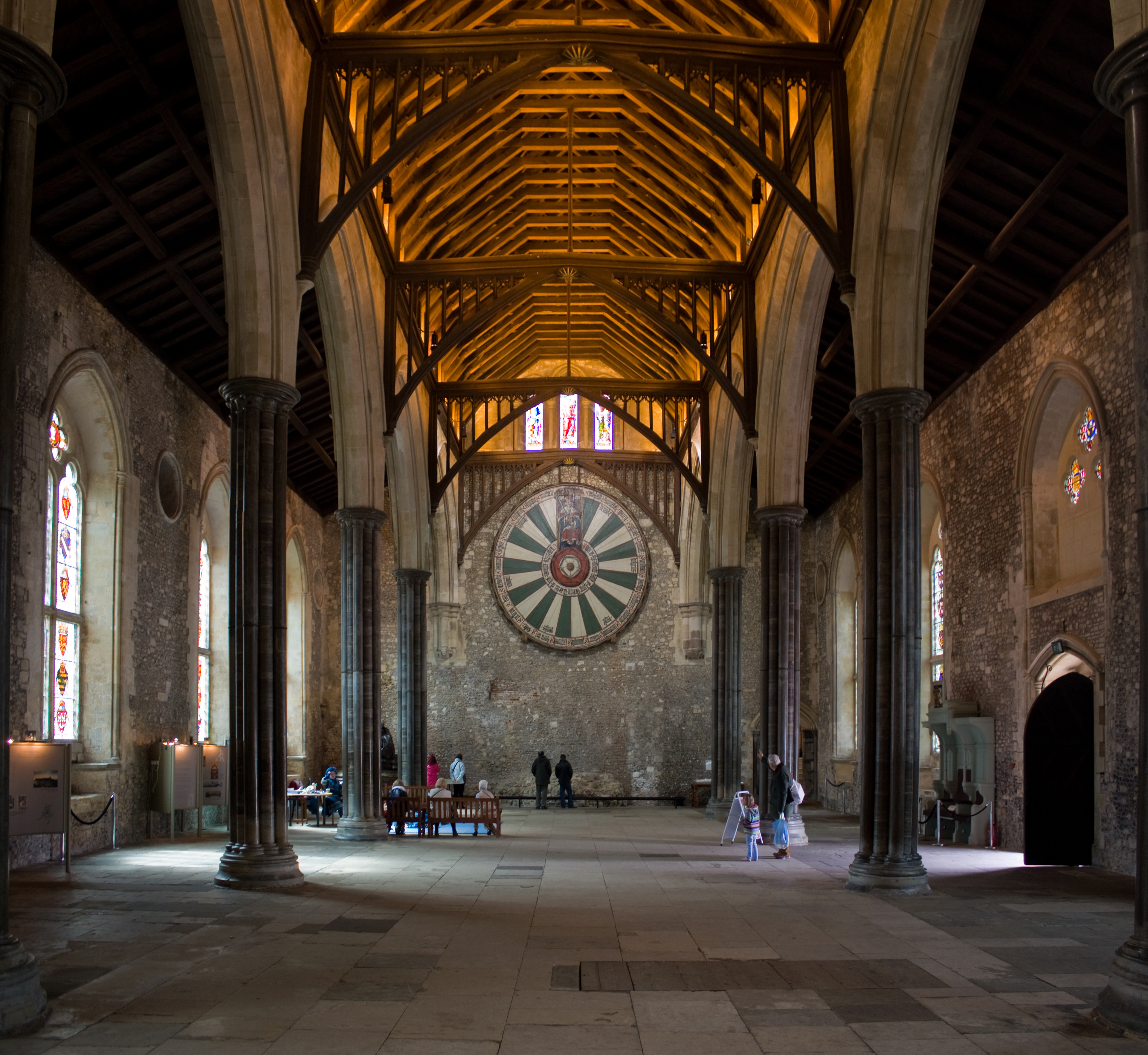
ウィンチェスター城大広間の壁にかけられた「アーサー王の円卓」と称するものの天板

イギリスのハンプシャー・ウィンチェスターにあるウィンチェスター城（Winchester Castle）大広間に「アーサー王の円卓」と称するものの天板が壁に掛けてあり、観光名所になっている。